# Championnats panaméricains de boxe amateur 1997
Navigation
Édition précédente Édition suivante
La 4e édition des championnats panaméricains de boxe amateur s'est déroulée à Medellin, Colombie, du 3 au 7 septembre 1997. 

## Résultats

### Podiums
| Catégories                    | Or                    | Argent              | Bronze                             |
| Poids mi-mouches (-48 kg)     | Maikro Romero         | Wilfredo Valdez     | Daniel Bustamante Liborio Romero   |
| Poids mouches (-51 kg)        | Manuel Mantilla       | Omar Andrés Narváez | Martin Castillo Yonnhy Pérez       |
| Poids coqs (-54 kg)           | Waldemar Font         | Alexander Munoz     | Alan Paredes Sebert Blake          |
| Poids plumes (-57 kg)         | Jose Cruz Lasso       | Rudinelson Hardy    | Jairo Gonell Yoel Flores           |
| Poids légers (-60 kg)         | Miguel Angel Cotto    | Javier Alvarez      | Luis Jose Patrick Lopez            |
| Poids super-légers (-63,5 kg) | Roberto Guerra        | Fabricio Nieva      | Giovanni Lorenzo Henry Bruseles    |
| Poids welters (-67 kg)        | Juan Hernández Sierra | Francisco Calderon  | Leopoldo Martinez Guillermo Saputo |
| Poids super-welters (-71 kg)  | Alfredo Duvergel      | Hely Yanez          | Tomas Leiva Jose Luis Zertuche     |
| Poids moyens (-75 kg)         | Jorge Gutierrez       | Gusmyr Perdomo      | Walter Martinez Jose Luis Herrera  |
| Poids mi-lourds (-81 kg)      | Isael Alvarez         | Francisco Garcia    | Enrique Flores Francisco Lares     |
| Poids lourds (-91 kg)         | Felix Savon           | Jhon Arroyo         | Leonardo Simoni Jesús Guevara      |
| Poids super-lourds (+91 kg)   | Freddy Soto Fabre     | Jorge Montivero     | Jhonny Molina Claudio Aires        |

### Tableau des médailles
| Place | Pays                   | Médaille d'or, Amérique | Médaille d'argent, Amérique | Médaille de bronze, Amérique | Total |
| ----- | ---------------------- | ----------------------- | --------------------------- | ---------------------------- | ----- |
| 1     | Cuba                   | 10                      | 1                           | 0                            | 11    |
| 2     | Colombie               | 1                       | 3                           | 2                            | 6     |
| 3     | Porto Rico             | 1                       | 0                           | 2                            | 3     |
| 4     | Argentine              | 0                       | 4                           | 3                            | 7     |
| 5     | Venezuela              | 0                       | 3                           | 5                            | 8     |
| 6     | République dominicaine | 0                       | 1                           | 3                            | 4     |
| 7     | Mexique                | 0                       | 0                           | 4                            | 4     |
| 8     | Pérou                  | 0                       | 0                           | 2                            | 2     |
| 9     | Brésil                 | 0                       | 0                           | 1                            | 1     |
| 9     | Guyana                 | 0                       | 0                           | 1                            | 1     |
| 9     | Guatemala              | 0                       | 0                           | 1                            | 1     |
| Total | 11 pays médaillés      | 12                      | 12                          | 24                           | 48    |